# Intertoto-Cup 1987
Der 21. Intertoto-Cup wurde im Jahr 1987 ausgespielt. Das Turnier wurde mit 32 Mannschaften ausgerichtet.

## Gruppenphase

### Gruppe 1
| Pl. | Verein             | Sp. | S | U | N | Tore    | Diff. | Punkte |
| --- | ------------------ | --- | - | - | - | ------- | ----- | ------ |
| 1.  | FC Carl Zeiss Jena | 6   | 2 | 3 | 1 | 010:600 | +4    | 07:50  |
| 2.  | Aarhus GF          | 6   | 2 | 3 | 1 | 008:700 | +1    | 07:50  |
| 3.  | Vasas Budapest     | 6   | 2 | 1 | 3 | 010:110 | −1    | 05:70  |
| 4.  | Lausanne-Sports    | 6   | 2 | 1 | 3 | 008:120 | −4    | 05:70  |

|                    | Deutschland Demokratische Republik 1949 | Danemark | Ungarn 1957 | Schweiz |
| ------------------ | --------------------------------------- | -------- | ----------- | ------- |
| FC Carl Zeiss Jena |                                         | 2:2      | 2:2         | 3:0     |
| Aarhus GF          | 1:1                                     |          | 1:0         | 2:1     |
| Vasas Budapest     | 0:2                                     | 2:1      |             | 5:3     |
| Lausanne-Sports    | 1:0                                     | 1:1      | 2:1         |         |

### Gruppe 2
| Pl. | Verein               | Sp. | S | U | N | Tore    | Diff. | Punkte |
| --- | -------------------- | --- | - | - | - | ------- | ----- | ------ |
| 1.  | Pogoń Stettin        | 6   | 5 | 0 | 1 | 020:800 | +12   | 10:20  |
| 2.  | 1. FC Magdeburg      | 6   | 3 | 1 | 2 | 009:600 | +3    | 07:50  |
| 3.  | Hammarby IF          | 6   | 3 | 1 | 2 | 008:800 | ±0    | 07:50  |
| 4.  | FC La Chaux-de-Fonds | 6   | 0 | 0 | 6 | 006:210 | −15   | 0:12   |

|                      | Polen | Deutschland Demokratische Republik 1949 | Schweden | Schweiz |
| -------------------- | ----- | --------------------------------------- | -------- | ------- |
| Pogoń Stettin        |       | 3:1                                     | 3:0      | 6:3     |
| 1. FC Magdeburg      | 2:1   |                                         | 0:0      | 5:1     |
| Hammarby IF          | 2:3   | 1:0                                     |          | 2:1     |
| FC La Chaux-de-Fonds | 0:4   | 0:1                                     | 1:3      |         |

### Gruppe 3
| Pl. | Verein                   | Sp. | S | U | N | Tore    | Diff. | Punkte |
| --- | ------------------------ | --- | - | - | - | ------- | ----- | ------ |
| 1.  | BSG Wismut Aue           | 6   | 2 | 4 | 0 | 013:900 | +4    | 08:40  |
| 2.  | Spartak Warna            | 6   | 2 | 3 | 1 | 010:100 | ±0    | 07:50  |
| 3.  | Újpesti Dózsa Sport Club | 6   | 2 | 1 | 3 | 012:130 | −1    | 05:70  |
| 4.  | Halmstads BK             | 6   | 1 | 2 | 3 | 007:100 | −3    | 04:80  |

|                          | Deutschland Demokratische Republik 1949 | Bulgarien 1971 | Ungarn 1957 | Schweden |
| ------------------------ | --------------------------------------- | -------------- | ----------- | -------- |
| BSG Wismut Aue           |                                         | 2:2            | 3:0         | 2:1      |
| Spartak Warna            | 2:2                                     |                | 2:0         | 2:0      |
| Újpesti Dózsa Sport Club | 3:3                                     | 5:1            |             | 4:2      |
| Halmstads BK             | 1:1                                     | 1:1            | 2:0         |          |

### Gruppe 4
| Pl. | Verein                | Sp. | S | U | N | Tore    | Diff. | Punkte |
| --- | --------------------- | --- | - | - | - | ------- | ----- | ------ |
| 1.  | Tatabányai Bányász SC | 6   | 5 | 0 | 1 | 016:300 | +13   | 10:20  |
| 2.  | Næstved IF            | 6   | 3 | 1 | 2 | 016:130 | +3    | 07:50  |
| 3.  | AC Bellinzona         | 6   | 2 | 0 | 4 | 005:160 | −11   | 04:80  |
| 4.  | DAC Dunajská Streda   | 6   | 1 | 1 | 4 | 009:140 | −5    | 03:90  |

|                       | Ungarn 1957 | Danemark | Schweiz | Tschechoslowakei |
| --------------------- | ----------- | -------- | ------- | ---------------- |
| Tatabányai Bányász SC |             | 3:1      | 2:0     | 6:1              |
| Næstved IF            | 0:4         |          | 7:0     | 3:2              |
| AC Bellinzona         | 1:0         | 2:3      |         | 2:0              |
| DAC Dunajská Streda   | 0:1         | 2:2      | 4:0     |                  |

### Gruppe 5
| Pl. | Verein                  | Sp. | S | U | N | Tore    | Diff. | Punkte |
| --- | ----------------------- | --- | - | - | - | ------- | ----- | ------ |
| 1.  | Malmö FF                | 6   | 3 | 1 | 2 | 012:500 | +7    | 07:50  |
| 2.  | Grasshopper Club Zürich | 6   | 2 | 3 | 1 | 010:900 | +1    | 07:50  |
| 3.  | Videoton SC             | 6   | 2 | 1 | 3 | 009:110 | −2    | 05:70  |
| 4.  | Bohemians ČKD Prag      | 6   | 2 | 1 | 3 | 007:130 | −6    | 05:70  |

|                         | Schweden | Schweiz | Ungarn 1957 | Tschechoslowakei |
| ----------------------- | -------- | ------- | ----------- | ---------------- |
| Malmö FF                |          | 2:0     | 4:0         | 3:0              |
| Grasshopper Club Zürich | 2:2      |         | 3:3         | 3:1              |
| Videoton SC             | 1:0      | 0:1     |             | 4:1              |
| Bohemians ČKD Prag      | 2:1      | 1:1     | 2:1         |                  |

### Gruppe 6
| Pl. | Verein            | Sp. | S | U | N | Tore    | Diff. | Punkte |
| --- | ----------------- | --- | - | - | - | ------- | ----- | ------ |
| 1.  | AIK Solna         | 6   | 3 | 2 | 1 | 009:300 | +6    | 08:40  |
| 2.  | TJ Plastika Nitra | 6   | 3 | 1 | 2 | 008:700 | +1    | 07:50  |
| 3.  | Lyngby BK         | 6   | 2 | 1 | 3 | 005:100 | −5    | 05:70  |
| 4.  | Lech Posen        | 6   | 1 | 2 | 3 | 005:700 | −2    | 04:80  |

|                   | Schweden | Tschechoslowakei | Danemark | Polen |
| ----------------- | -------- | ---------------- | -------- | ----- |
| AIK Solna         |          | 0:0              | 3:1      | 4:1   |
| TJ Plastika Nitra | 1:0      |                  | 4:1      | 2:1   |
| Lyngby BK         | 0:2      | 2:1              |          | 0:0   |
| Lech Posen        | 0:0      | 3:0              | 0:1      |       |

### Gruppe 7
| Pl. | Verein              | Sp. | S | U | N | Tore    | Diff. | Punkte |
| --- | ------------------- | --- | - | - | - | ------- | ----- | ------ |
| 1.  | Etar Veliko Tarnovo | 6   | 3 | 1 | 2 | 000:700 | −7    | 07:50  |
| 2.  | TJ Rudá Hvězda Cheb | 6   | 2 | 3 | 1 | 000:900 | −9    | 07:50  |
| 3.  | IFK Norrköping      | 6   | 2 | 2 | 2 | 000:100 | −10   | 06:60  |
| 4.  | FC Rot-Weiß Erfurt  | 6   | 1 | 2 | 3 | 000:110 | −11   | 04:80  |

|                     | Bulgarien 1971 | Tschechoslowakei | Schweden | Deutschland Demokratische Republik 1949 |
| ------------------- | -------------- | ---------------- | -------- | --------------------------------------- |
| Etar Veliko Tarnovo |                | 5:2              | 3:1      | 3:0                                     |
| TJ Rudá Hvězda Cheb | 3:2            |                  | 2:2      | 0:0                                     |
| IFK Norrköping      | 1:0            | 0:0              |          | 3:1                                     |
| FC Rot-Weiß Erfurt  | 0:0            | 0:2              | 4:3      |                                         |

### Gruppe 8
| Pl. | Verein              | Sp. | S | U | N | Tore    | Diff. | Punkte |
| --- | ------------------- | --- | - | - | - | ------- | ----- | ------ |
| 1.  | Brøndby IF          | 6   | 6 | 0 | 0 | 021:400 | +17   | 12:0   |
| 2.  | VfL Bochum          | 6   | 2 | 2 | 2 | 009:600 | +3    | 06:60  |
| 3.  | Beitar Jerusalem    | 6   | 2 | 1 | 3 | 003:110 | −8    | 05:70  |
| 4.  | Bne Jehuda Tel Aviv | 6   | 0 | 1 | 5 | 000:160 | −16   | 01:11  |

|                     | Danemark | Deutschland Bundesrepublik | Israel | Israel |
| ------------------- | -------- | -------------------------- | ------ | ------ |
| Brøndby IF          |          | 1:0                        | 6:0    | 7:1    |
| VfL Bochum          | 2:3      |                            | 4:0    | 1:0    |
| Beitar Jerusalem    | 0:1      | 0:0                        |        | 2:0    |
| Bne Jehuda Tel Aviv | 1:3      | 2:2                        | 0:1    |        |

## Intertoto-Cup Sieger 1987
- FC Carl Zeiss Jena
- Pogoń Stettin
- BSG Wismut Aue
- Tatabányai Bányász SC
- Malmö FF
- AIK Solna
- Etar Veliko Tarnovo
- Brøndby IF